# Natúrkozmetikum
A natúrkozmetikumok olyan arc- és testápolási készítmények, melyek előállításához kizárólag természetes eredetű alapanyagokat (gyógynövény-, zöldség-, gyümölcskivonatok, növényi olajok, fűszernövények, illóolajok, növényi glicerin stb.) használnak, és káros szintetikus kémiai anyagoktól mentesek.
Ellenőrzött bio/natúrkozmetikumról akkor beszélhetünk, ha a kozmetikum alapanyagait, gyártását, csomagolását, stb. saját kritériumrendszer szerint valamely ellenőrző szervezet felügyeli (pl. BDIH). A biokozmetikumok minősítését Magyarországon a Biokontroll Hungária Nonporfit Kft (HU-ÖKO-01) végzi. A szervezet megköveteli, hogy az alapanyagok 95%-ban ökológiai gazdálkodásból származzanak.
A natúrkozmetikumok összetevői: hidegen sajtolt, teljes értékű növényi olajok, növényi vajak, értékes gyógynövényes és virágvizek, természetes eredetű emulgeátorok, természetes gélképző, növényi kivonatok, vitaminok, esetenként kevés, állatok által előállított összetevő (pl. méhviasz, lanolin) segíti a bőr természetes megújulását, rugalmasságának megőrzését.
A natúr szót gyakran keverik a természetessel. Viszont a tiszta növényi olajokat és vajakat leszámítva, egy kozmetikum sem teljesen természetes. Ugyanakkor minden anyag természetes, ami a földünkön megtalálható: legyen az ásványi, kövületi, növényi, állati, vagy emberi eredetű, a geoszférából, a bioszférából, az atmoszférából, vagy a sztratoszférából származó. Így pl az alumínium is természetes, ám kozmetikai felhasználása egészségre ártalmas.  Amikor kozmetikai termékekről beszélünk tudnunk kell, hogy csak és kizárólag természetes anyagokból biztonságos minőségű kozmetikumot nem lehet előállítani. Egyrészt mert a természetes anyagok nagyon érzékenyek, másrészt mert teljesen természetes és biztonságos tartósítószerek nem léteznek.
A natúrkozmetikumokban is előfordulhatnak kémiai úton előállított, teljesen ártalmatlan összetevők, de csakis akkor:
- amikor ezek kinyerése a természetből aránytalanul sokba kerülne
- a halott állatokból kinyerhető anyagokat helyettesíti
- ezek az előírt koncentrációban ugyanolyan ártalmatlanok, illetve túladagolva ugyanolyan ártalmasak, mint a természetes anyagok.

A hagyományos kozmetikumokkal szemben, a natúrkozmetikumokban sohasem találhatóak az emberi szervezetre káros anyagok: 
- Kőolaj származék: Mineral Oil, Paraffin Wax, Liquidum Paraffinum, Petrolatum, Microcristallina Wax
- Alumínium származék: Ammonium alum, Aluminium Fluoride, Aluminium Silicate
- Kémiai fényvédőszerek: Benzophenone, Oxybenzone, Octyl-Methoxycinnamate
- Szintetikus illatanyagok: Amyl Cinnamal, Cinnamil Alcohol, Citral, Eugenol, Hydroxycitronellal, Isoeugeno
- Szintetikus színezékek: C.I. + hosszú számsor
- Káros szulfátok : Sodium Lauryl Sulfate/Sodium Dodecyl Sulfate, Sodium Laureth Sulfate, Ammonium Lauryl Sulfate, Ammonium Laureth Sulfate
- Veszélyes emulgeátorok: Triethanol amine (TEA) , TEA-C12-C15 Alkyl Sulfate, TEA-Cocoate, TEA-Hydrolyzed Protein, TEA-Lactate
- Parabén típusú tartósítószerek: Methyl, ethyl, propyl, butyl paraben és benzyl p-hydroxybenzoate
- Formaldehid és egyéb káros tartósítószerek: 2-bromo-2-nitropropane-1,2-Diol,  Diazolidonyl Urea, DMDM-Hydantoin, Imidazolidinyl Urea, Metheneamine, Quaternium-15, Polyquaternium-7, Sodium Hydroxymethylglycinate, Tetrasodium EDTA, PEG, Methylchloroisothiazolinone (MCI) / Methylisothiazolinone (MI or MIT) / Isothiazolinone (Kathon CG) / Benzisothiazolinone (BIT), Iodopropynyl butylcarbamate
- Elölt állatokból származó vegyületek (pl. kollagén)
- Génmódosított növényekből származó anyagok

Mi az előnye a natúrkozmetikumoknak?
- nem tömítik el a bőr pórusait
- segítik a bőr természetes megújulását, rugalmasságának megőrzését
- semmilyen káros anyag nem kerül a bőrbe a kozmetikumon keresztül
- ökológiai lábnyomuk kisebb
- kevésbé szennyezik a környezetet